# Afromorgus guttalis
Afromorgus guttalis är en skalbaggsart som beskrevs av Haaf 1954. Afromorgus guttalis ingår i släktet Afromorgus och familjen knotbaggar. Inga underarter finns listade i Catalogue of Life.